# Sinatra-Doktrin
Die Sinatra-Doktrin beschrieb die sowjetische Politik unter Michail Gorbatschow, die den Warschauer-Pakt-Staaten erlaubte, ihre inneren Angelegenheiten souverän zu regeln.
Die Bezeichnung der Doktrin nach Frank Sinatra spielte auf das durch ihn weltbekannt gewordene Lied My Way an (mit dem Refrain „I did it my way“ (deutsch: „Ich tat es auf meine Weise“)) und sollte die Möglichkeit der Warschauer-Pakt-Staaten (namentlich Polen und Ungarn) symbolisieren, jetzt ihren Weg eigener innerer Reformen und ohne Einmischung von außen gehen zu können, während die vorherige Breschnew-Doktrin beispielsweise die Invasion in der ČSSR zur Niederschlagung des Prager Frühlings 1968 gerechtfertigt hatte. Im Ergebnis begannen die Ostblockstaaten demokratische Reformen, was 1989 zur Öffnung des Eisernen Vorhanges und in dessen Folge zum Fall der Berliner Mauer beziehungsweise zum Ende des Kalten Krieges führte.
Seit etwa 2020 wird als Sinatra-Doktrin eine Position innerhalb der EU-Spitze beschrieben, mit der eine eigene Politik gegenüber China verfolgt wird, die von der der USA abweicht. Diese Position ist allerdings noch nicht detailliert ausgearbeitet und innerhalb der EU umstritten.

## Details
Am 25. Oktober 1989 besuchte Gorbatschow den finnischen Präsidenten Mauno Koivisto in Helsinki. Beide erklärten an jenem Tag den Verzicht auf den Ersteinsatz von Gewalt gegen ein gegnerisches Bündnis, einen neutralen Staat oder einen Staat des eigenen Bündnisses.

„Die Sowjetunion, eine eurasische Regierung im Kernwaffenbesitz, ein dauerhaftes Mitglied im Sicherheitsrat der Vereinten Nationen und Mitglied der Warschauer Vertragsorganisation, und Finnland, ein neutraler nordeuropäischer nicht nuklearer Staat, […] erklärten ihre Entschlossenheit, die folgenden Prinzipien und Prioritäten in Europa […] umzusetzen. […] Keine Anwendung von Gewalt kann gerechtfertigt werden, weder durch eine militärisch-politische Allianz gegen einen anderen, noch innerhalb dieser Allianzen, noch gegen neutrale Länder jedweder Partei.“

Dies war eine eindeutige Erklärung, nicht nur für Finnland. Der Pressesprecher des damaligen sowjetischen Außenministers Eduard Schewardnadse und Delegationsmitglied während des Treffens in Helsinki, Gennadi Gerassimow, gab der westlichen Presse bekannt, Gorbatschow habe eine „Sinatra-Doktrin“ herausgegeben. Gerassimow sagte den anwesenden Journalisten:

„You know the Frank Sinatra song, I Did It My Way? Poland and Hungary are now doing it their way. I think the ‚Brezhnev Doctrine‘ is dead.“